# Élections générales de 2023 à Gibraltar
Les élections législatives de 2023 à Gibraltar se tiennent le 12 octobre 2023 afin de renouveler les 17 membres du Parlement de Gibraltar pour un mandat de quatre ans.
Malgré un recul, la coalition menée par le Parti travailliste-socialiste (GSLP) au pouvoir parvient de justesse à conserver la majorité absolue des voix, permettant à Fabian Picardo de se maintenir au poste de Ministre en chef.

## Contexte
Les précédentes élections, organisées en octobre 2019 dans le contexte du Brexit, voient la victoire de l'alliance sortante du Parti travailliste-socialiste et du Parti libéral. L'alliance conserve ainsi la majorité absolue des sièges, permettant à Fabian Picardo de se maintenir au poste de ministre-en-chef. Le scrutin voit par ailleurs l'émergence d'Ensemble Gibraltar, qui devient le premier nouveau parti a remporter un siège à la chambre depuis 1992,. Après le départ de sa dirigeante  Marlene Hassan-Nahon, qui annonce se retirer de la vie politique en juin 2023, Ensemble Gibraltar connaît cependant une baisse de soutien populaire qui amène le parti à renoncer à participer au scrutin de 2023,.

## Système électoral
Le Parlement de Gibraltar est composé de 17 sièges pourvus tous les quatre ans au scrutin majoritaire plurinominal dans une unique circonscription électorale couvrant le territoire de la péninsule. Il s'agit d'un système dit de vote limité : chaque électeur ne dispose que de dix voix, qu'il peut répartir aux candidats de son choix en cochant leurs noms sur un bulletin de vote unique, à raison d'une seule voix pour chacun d'entre eux. Les partis politiques regroupent les noms de leurs dix candidats sur le bulletin de vote et encouragent leurs électeurs à effectuer un vote groupé pour chacun de leurs candidats, mais les électeurs peuvent toujours avoir recours au panachage entre candidats de différents partis. Le nombre de voix limité à dix pousse les partis à ne pas proposer plus de dix candidats afin d'éviter une dispersion des voix. Aucun parti n'obtient ainsi seul plus de dix députés sur les dix-sept composant le parlement.

## Forces en présence
| Parti | Parti | Idéologie                       | Chef de file                      | Résultats en 2019           |
| ----- | --- | ------------------------------- | --------------------------------- | --------------------------- |
|       | GSLP-Alliance libérale - Parti travailliste-socialiste de Gibraltar (GSLP) - Parti libéral de Gibraltar (LIBS) | Centre gauche Social-démocratie | Fabian Picardo (Ministre en chef) | 52,50 % des voix 10 députés |
|       | Sociaux-démocrates de Gibraltar (GSD) Gibraltar Social Democrats                                               | Centre droit Conservatisme      | Keith Azopardi                    | 25,55 % des voix 6 députés  |

## Sondages

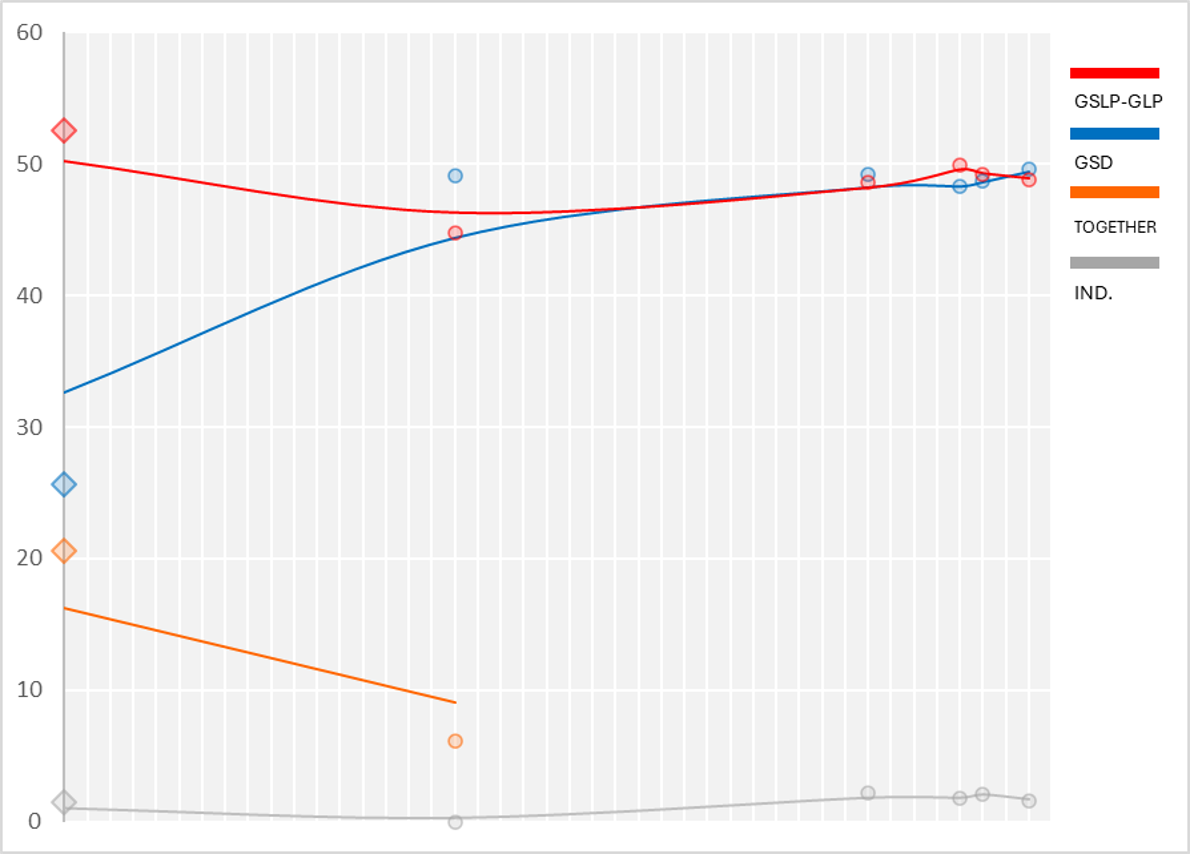
Moyenne lissée des sondages

| Date              | Institut | Alliance           | GSD                | TG     | Indép.            | Indécis | Blancs | Vote divisé |
| ----------------- | -------- | ------------------ | ------------------ | ------ | ----------------- | ------- | ------ | ----------- |
| Date              | Institut |                    |                    |        |                   | Indécis | Blancs | Vote divisé |
| 17 septembre 2023 | GBC      | 21,64 %            | 23,72 %            | 2,98 % | -                 | 31,38 % | 8,03 % | 12,26 %     |
| 5 octobre 2023    | GBC      | 48,65 % (8 sièges) | 49,18 % (9 sièges) | -      | 2,17 % (0 sièges) | -       | -      | -           |
| 9 octobre 2023    | GBC      | 49,9 % (8 sièges)  | 48,3 % (9 sièges)  | -      | 1,8 % (0 sièges)  | -       | -      | -           |
| 10 octobre 2023   | Panorama | 49,2 % (9 sièges)  | 48,7 % (8 sièges)  | -      | 2,1 % (0 sièges)  | -       | -      | -           |

## Résultats
Chaque électeur disposant de dix voix, le nombre de ces dernières est largement supérieur au nombre de bulletins de vote.

### Par partis
|                          |                                       |                                                   |         |       |       |        |               |  |  |
| Parti                    | Parti                                 | Parti                                             | Voix    | %     | +/-   | Sièges | +/-           |  |  |
|                          |                                       | Parti travailliste-socialiste de Gibraltar (GSLP) | 63 700  | 35,44 | 1,56  | 7      | en stagnation |  |  |
|                          | Parti libéral de Gibraltar (GLP)      | 26 241                                            | 14,60   | 0,90  | 2     | 1      |               |  |  |
| GSLP-Alliance libérale   | GSLP-Alliance libérale                | 89 941                                            | 50,04   | 2,46  | 9     | 1      |               |  |  |
|                          | Sociaux-démocrates de Gibraltar (GSD) | Sociaux-démocrates de Gibraltar (GSD)             | 86 537  | 48,15 | 22,60 | 8      | 2             |  |  |
|                          | Indépendants                          | Indépendants                                      | 3 262   | 1,81  | 0,36  | 0      | en stagnation |  |  |
| Total des voix           | Total des voix                        | Total des voix                                    | 179 740 | 100   |       |        |               |  |  |
|                          |                                       |                                                   |         |       |       |        |               |  |  |
| Votes valides            | Votes valides                         | Votes valides                                     | 18 784  | 97,55 |       |        |               |  |  |
| Votes blancs et nuls     | Votes blancs et nuls                  | Votes blancs et nuls                              | 472     | 2,45  |       |        |               |  |  |
| Total des votants        | Total des votants                     | Total des votants                                 | 19 256  | 100   | –     | 17     | en stagnation |  |  |
| Abstentions              | Abstentions                           | Abstentions                                       | 5 944   | 23,59 |       |        |               |  |  |
| Inscrits / participation | Inscrits / participation              | Inscrits / participation                          | 25 200  | 76,41 |       |        |               |  |  |

### Par candidat
| Nom | Nom                 | Parti | Voix  | Élu ? |
| --- | ------------------- | ----- | ----- | ----- |
|     | Joseph Garcia       | GLP   | 9 852 | Oui   |
|     | Fabian Picardo      | GSLP  | 9 844 | Oui   |
|     | Keith Azopardi      | GSD   | 9 607 | Oui   |
|     | Damon Bossino       | GSD   | 9 602 | Oui   |
|     | Nigel Feetham       | GSLP  | 9 298 | Oui   |
|     | Gemma Arias-Vasquez | GSLP  | 9 280 | Oui   |
|     | John Cortes         | GSLP  | 9 256 | Oui   |
|     | Roy Clinton         | GSD   | 9 250 | Oui   |
|     | Craig Sacarello     | GSD   | 9 068 | Oui   |
|     | Christian Santos    | GSLP  | 8 947 | Oui   |
|     | Patricia Orfila     | GSLP  | 8 729 | Oui   |
|     | Edwin Reyes         | GSD   | 8 680 | Oui   |
|     | Joëlle Ladislaus    | GSD   | 8 601 | Oui   |
|     | Leslie Bruzon       | GLP   | 8 457 | Oui   |
|     | Joe Bossano         | GSLP  | 8 346 | Oui   |
|     | Giovanni Origo      | GSD   | 8 341 | Oui   |
|     | Atrish Sanchez      | GSD   | 8 258 | Oui   |
|     | Daniella Tilbury    | GSD   | 8 074 | Non   |
|     | Vijay Daryanani     | GLP   | 7 932 | Non   |
|     | Youssef El Hana     | GSD   | 7 083 | Non   |
|     | Robert Vasquez      | IND   | 3 262 | Non   |

## Analyse et conséquences
La participation connait une forte hausse, passant de 70 à 76 % des inscrits. Avec 50,04 % des suffrages, la coalition alliant Parti travailliste-socialiste (GSLP) et Parti libéral de Gibraltar (LIBS) conserve de justesse la majorité absolue des voix, malgré un recul qui voit le LIBS perdre un siège. Le chef de ce dernier, Joseph Garcia devient en revanche le candidat ayant réuni le plus de suffrages sur sa personne, dépassant Fabian Picardo de quelques voix. Seul parti d'opposition en lice, les Sociaux-Démocrates de Gibraltar enregistre une nette progression, favorisée par le retrait d'Ensemble Gibraltar. La majorité sortante conserve néanmoins 9 sièges sur 17 au Parlement, ce qui permet à Fabian Picardo de se maintenir au poste de Ministre en chef pour un quatrième mandat consécutif,.